# Bythinella dunkeri
Bythinella dunkeri е вид коремоного от семейство Hydrobiidae.

## Разпространение и местообитание
Видът е разпространен в Белгия, Германия, Люксембург, Нидерландия и Франция.
Обитава сладководни басейни, реки и потоци.

## Описание
Популацията на вида е стабилна.